# Härlunda kyrka
Se även Bjärklunda kyrka, som är kyrka för Härlunda socken, Västergötland
Härlunda kyrka är en kyrkobyggnad som tillhör Virestad-Härlunda församling i Växjö stift. Kyrkan ligger i kyrkbyn Häradsbäck i Älmhults kommun.

## Kyrkobyggnaden
Den första kyrkan utgjordes av en kapellbyggnad i timmer byggd under slutet av 1500-talet. Den var belägen i Långasjömåla. Platsen för kyrkan flyttades så småningom till Häradsbäck, där ett kapell uppfördes under mitten av 1600-talet. En omfattande ombyggnad genomfördes 1822, som i praktiken innebar att kapellet förvandlades till en helt ny kyrka i nyklassicistisk stil.
Kyrkan är byggd av liggtimmer och består av rektangulärt långhus med kor i öster. Norr om koret finns en utbyggd sakristia. Ytterväggarna är klädda med vitmålade spån och taken är klädda med kopparplåt. 1826 tillkom i väster ett kyrktorn som till största delen är inbyggt i långhuset. Tornet är försett med en tidstypisk fyrkantig lanternin krönt med en korsglob. Interiören är av salkyrkotyp med tunnvalv av trä.
Renoveringar genomfördes 1927, 1962 och 1979.

## Inventarier
- Altartavlan är målad 1841 av konstnär Carl Strömberg i Karlshamn. Motivet är Jesu begravning.
- Altaruppställningen som omger altartavlan består av två kolonner med ett överstycke krönt av en strålsol.
- Rikt snidad dopfunt med en dopskål från 1600-talet.
- På södra väggen finns ett krucifix tillverkat av Hjalmar Råstorp.
- Predikstolen med sin rundformad korg har dekorerats av Carl Strömberg.
- Sluten bänkinredning.
- Orgelläktaren är prydd med en målad apostlasvit i grisailleteknik och originellt nog en klocka i mittpartiet. Klockan försågs 1962 med ett elektriskt urverk.
- Lilla kyrkklockan är gjuten 1599.

## Orgel

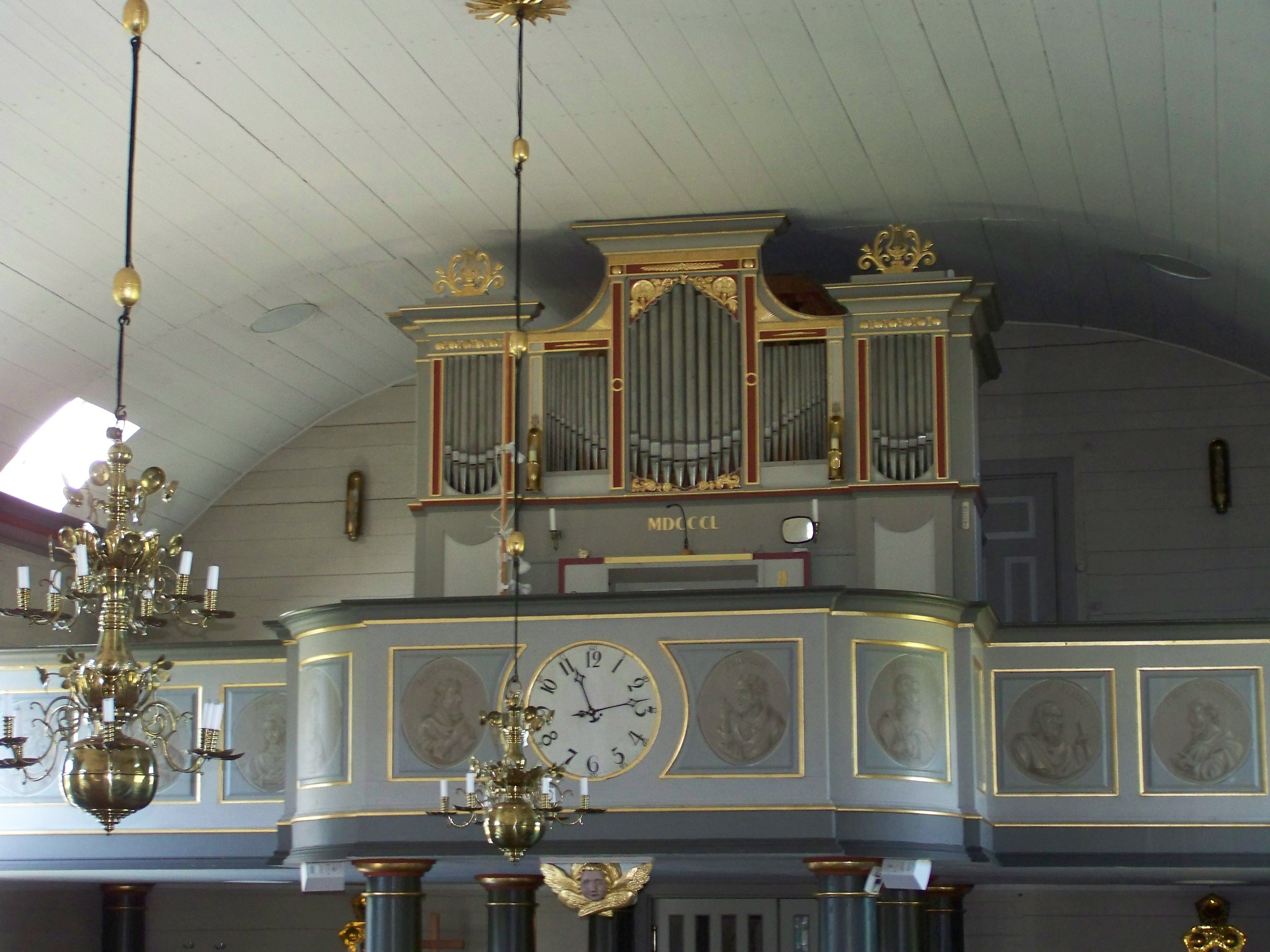
Läktarorgeln

- 1850 installerades en orgel av Magnus Larsson Elmelin med åtta stämmor.[1] Fasaden var ritad av Carl Gustaf Blom Carlsson.[källa behövs]
- 1920 byggde Walcker Orgelbau, Tyskland en orgel med fjorton stämmor.
- 1950 byggde Mårtenssons orgelfabrik ett nytt orgelverk. Orgeln är byggd med pneumatiska sleiflådor. Fasaden till 1850 års orgel bibehölls.[1]
- 1962 byggdes orgeln om av J. Künkels Orgelverkstad.[källa behövs]
- 1978 företogs en renovering och omändring av orgelverket av J. Künkels Orgelverkstad AB, Lund. Orgeln får mekanisk traktur och registratur till sleiflådorna. Orgeln blir därmed helt mekanisk.[1]

| Huvudverk I     | Svällverk II      | Pedal            | Koppel |
| Gedackt 8´      | Kvintadena 8´     | Subbas 16´       | I/P    |
| Principal 4´    | Salicional 8´     | Oktava 8´        | II/P   |
| Hålflöjt 4´     | Rörflöjt 4´       | Gedacktpommer 4´ | II/I   |
| Oktava 2´       | Blockflöjt 2'     |                  |        |
| Mixtur 3-4 chor | Kvartian 2 chor   |                  |        |
|                 | Crescendosvällare |                  |        |

## Bildgalleri

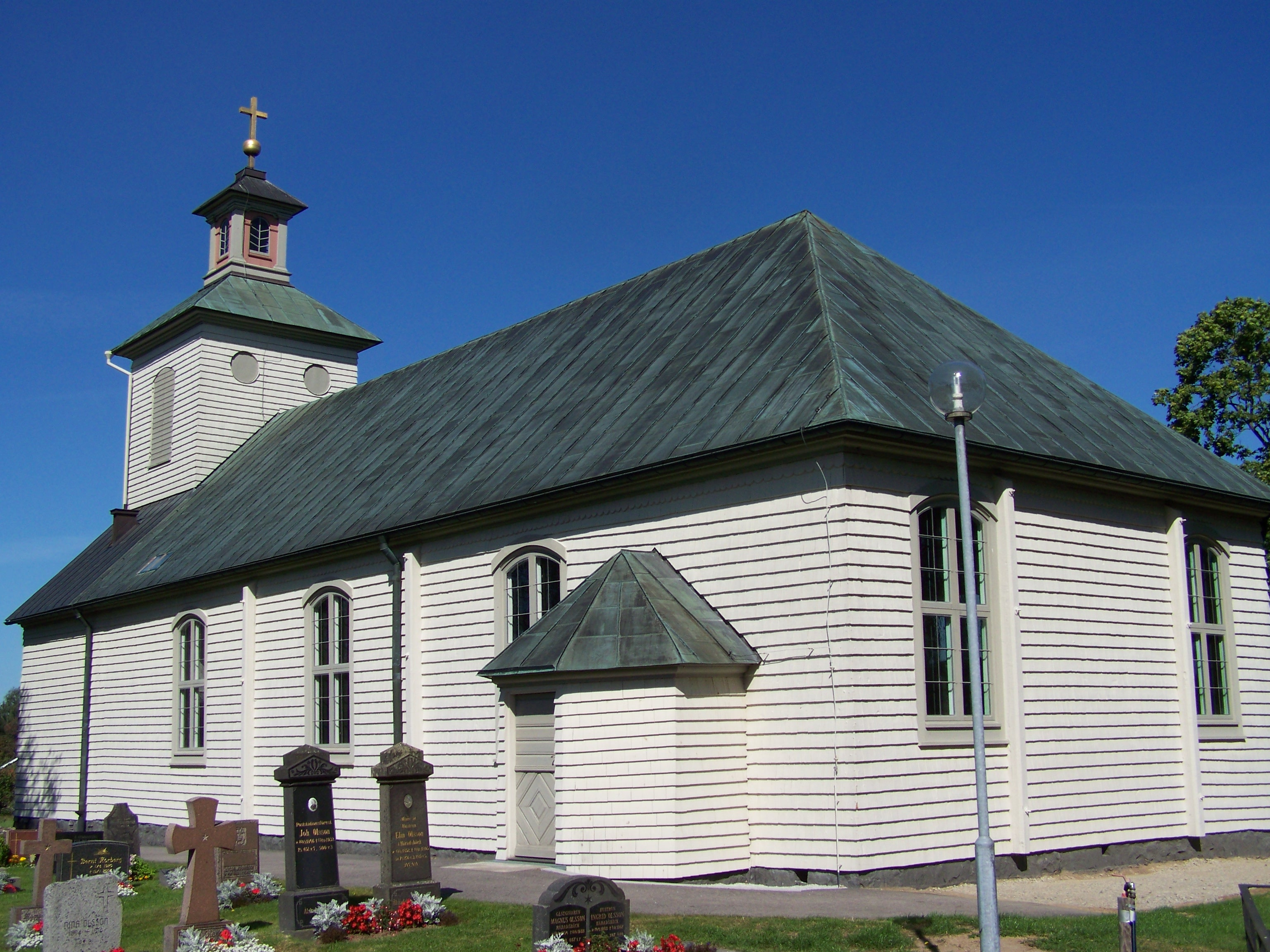
Kyrkan från sydöst
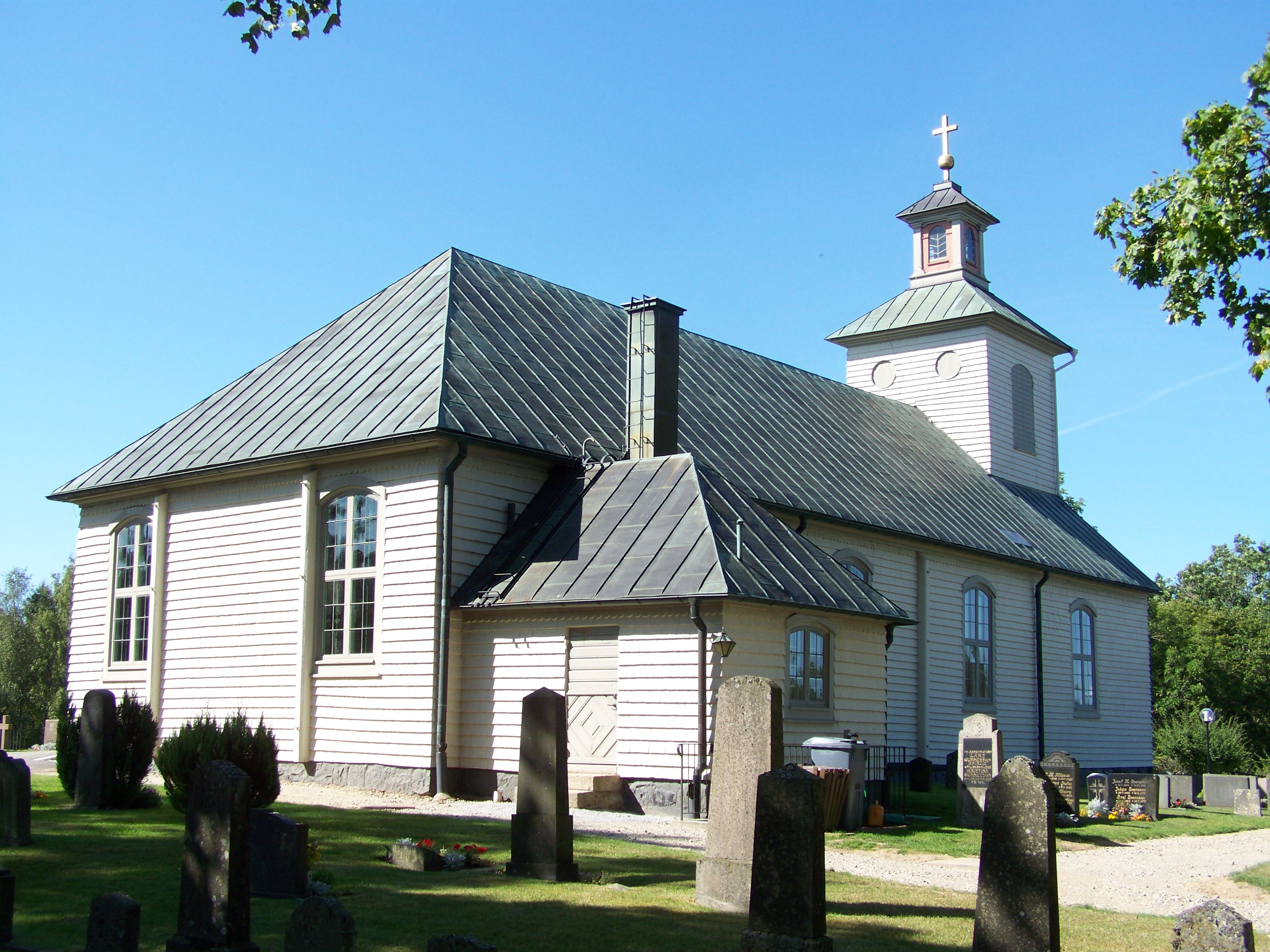
Exteriör från nordöst
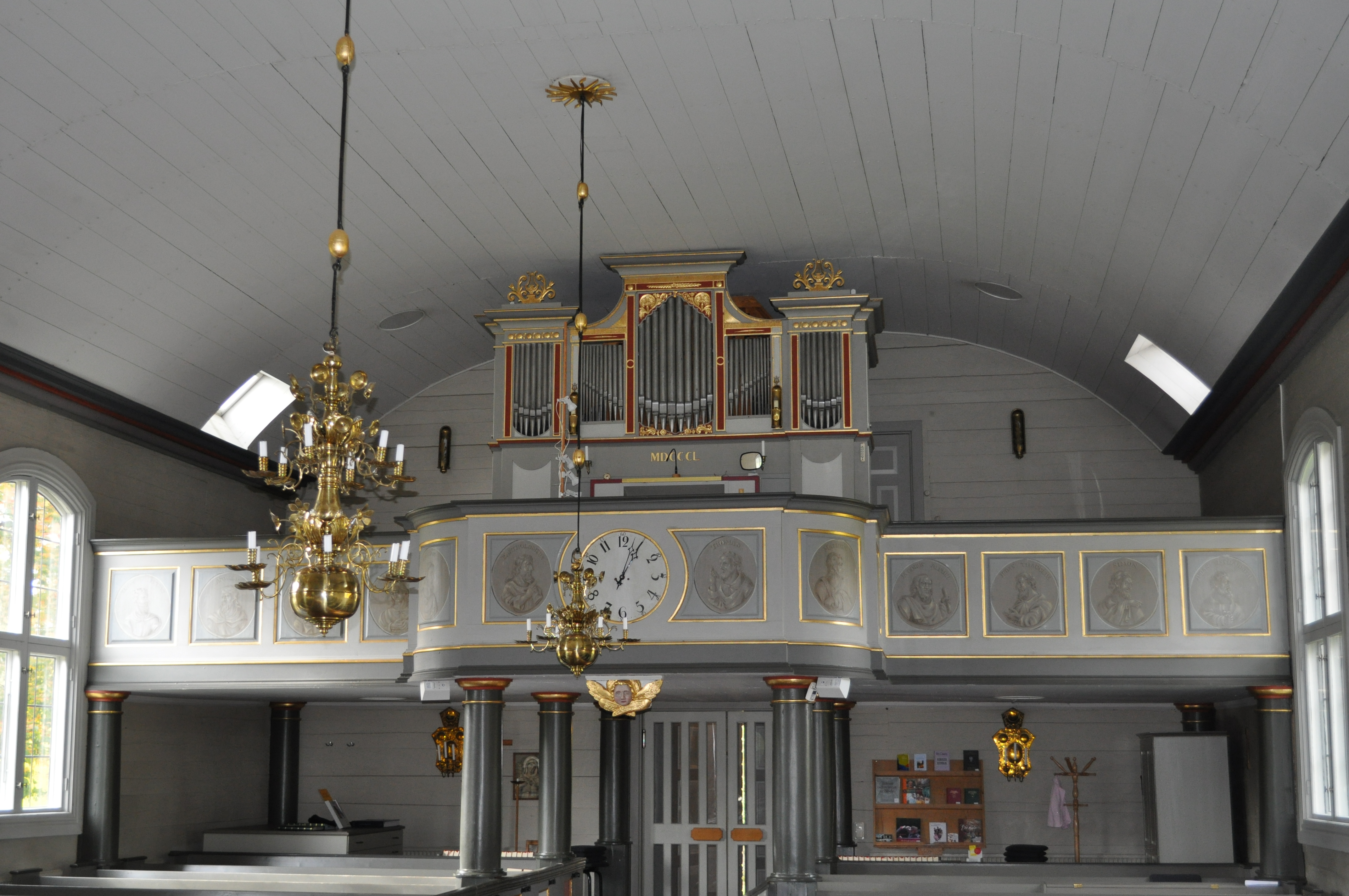
Kyrkorum mot läktarorgel
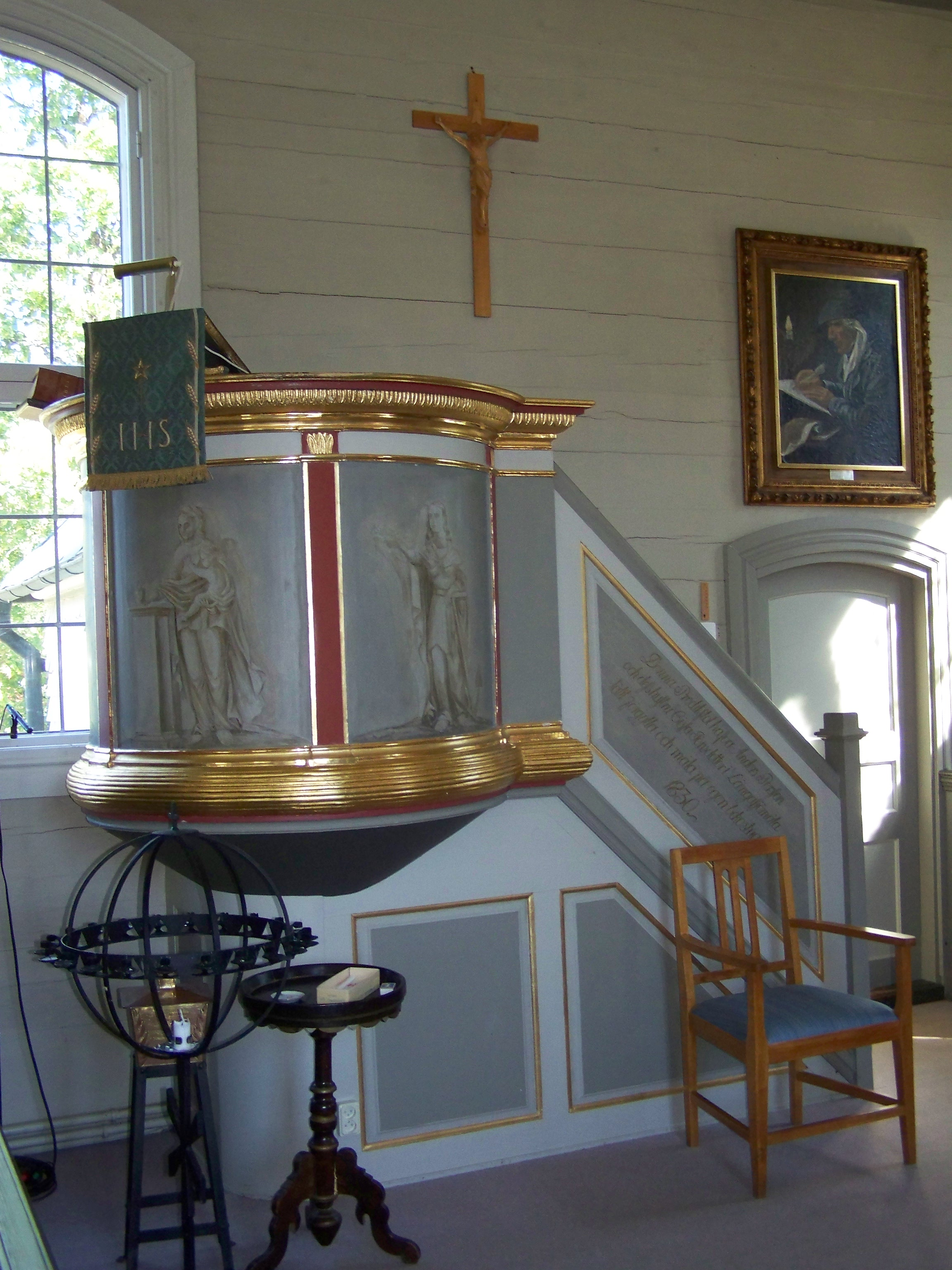
Predikstol
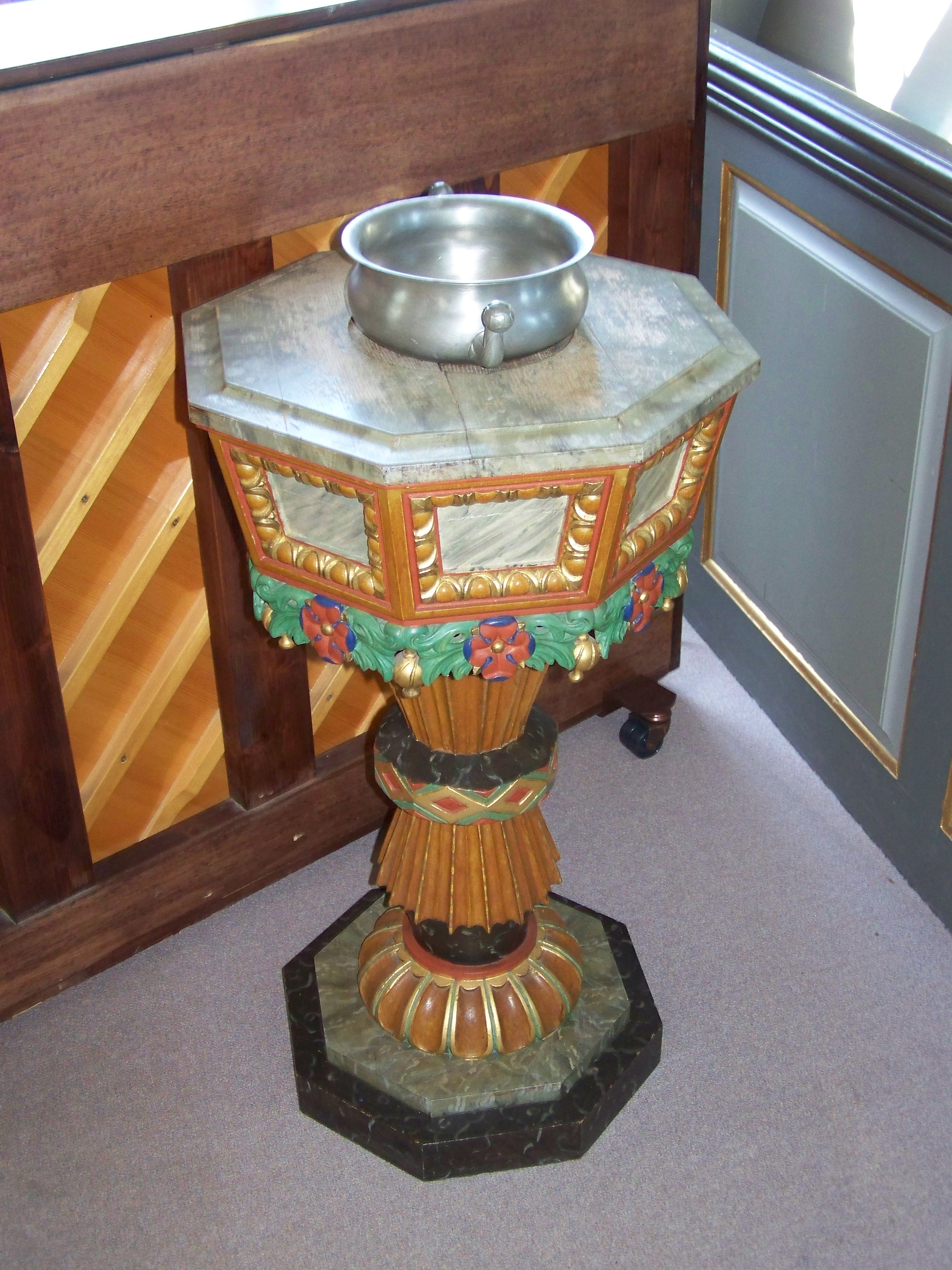
Dopfunt
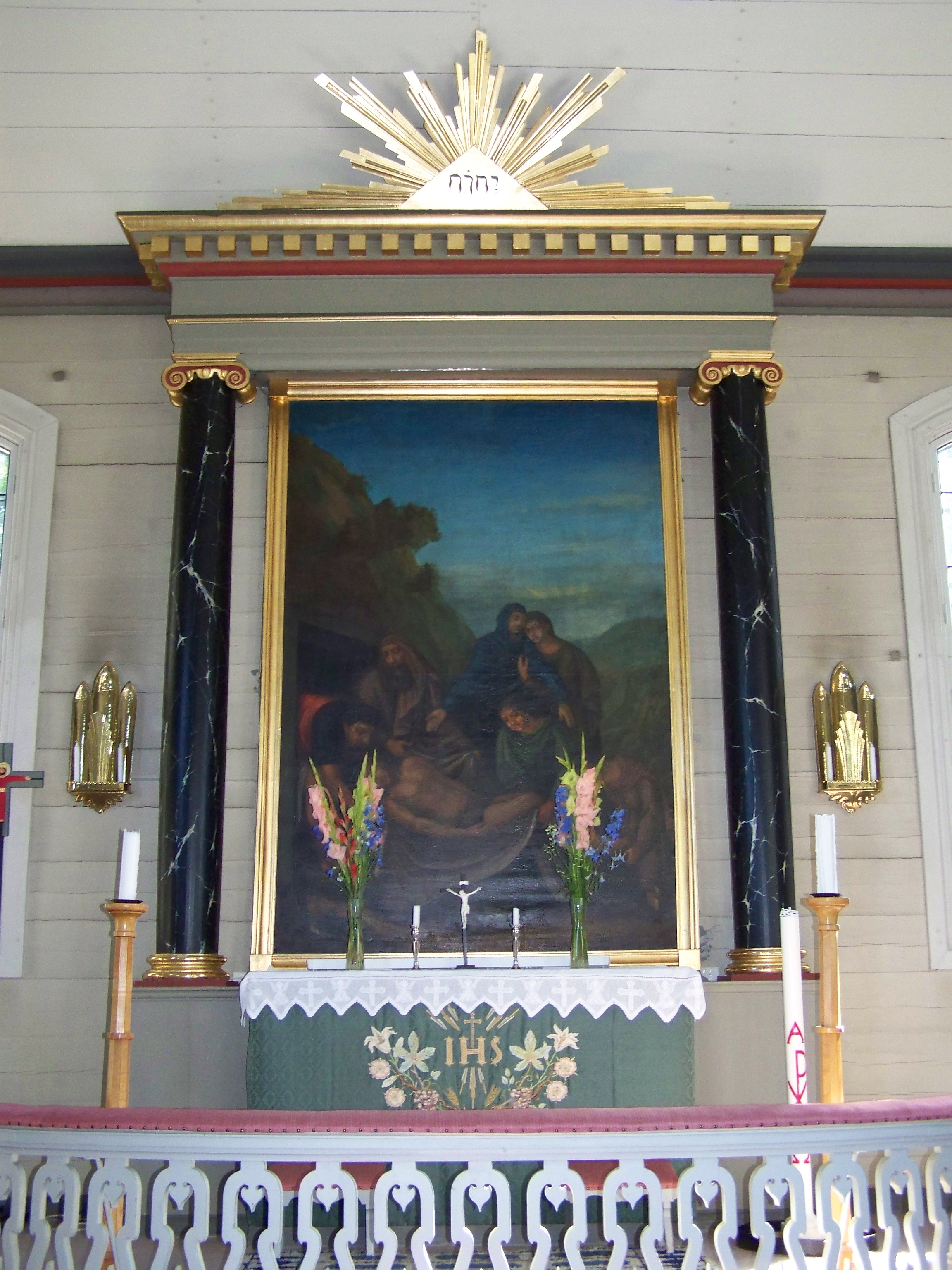
Altartavla

### Webbkällor
- anläggningspresentation
- byggnadspresentation
- Häradsbäck
- Älmhults kommun informerar